# Löhnberg
Löhnberg este o comună din landul Hessa, Germania.